# Senat (Filipiny)
Senat Filipin (fil. Senado ng Pilipinas, ang. Senate of the Philippines) – izba wyższa parlamentu Filipin. Składa się z 24 członków wybieranych na sześcioletnią kadencję, przy czym co trzy lata odnawiana jest połowa składu izby. Senatorowie mogą sprawować swój urząd przez maksymalnie dwie kadencje z rzędu. W wyborach stosuje się ordynację większościową. Cały kraj stanowi jeden okręg wyborczy.
Udział w wyborach jest obowiązkowy dla wszystkich obywateli uprawnionych do głosowania. Czynne prawo wyborcze przysługuje obywatelom filipińskim w wieku co najmniej 18 lat, zamieszkującym na terytorium kraju przez co najmniej rok przed wyborami, w tym przez ostatnie sześć miesięcy na terenie okręgu wyborczego, w którym zamierzają oddać głos. Kandydować mogą osoby będące od urodzenia obywatelami Filipin (wykluczeni są obywatele naturalizowani), mające w dniu wyborów ukończone co najmniej 35 lat, umiejące czytać i pisać oraz zamieszkujące na terytorium kraju przez co najmniej dwa lata przed wyborami. 